# Nyctemera mabillei
Nyctemera mabillei är en fjärilsart som beskrevs av Butler 1882. Nyctemera mabillei ingår i släktet Nyctemera och familjen björnspinnare. Inga underarter finns listade i Catalogue of Life.